# 克呂瑟林湖

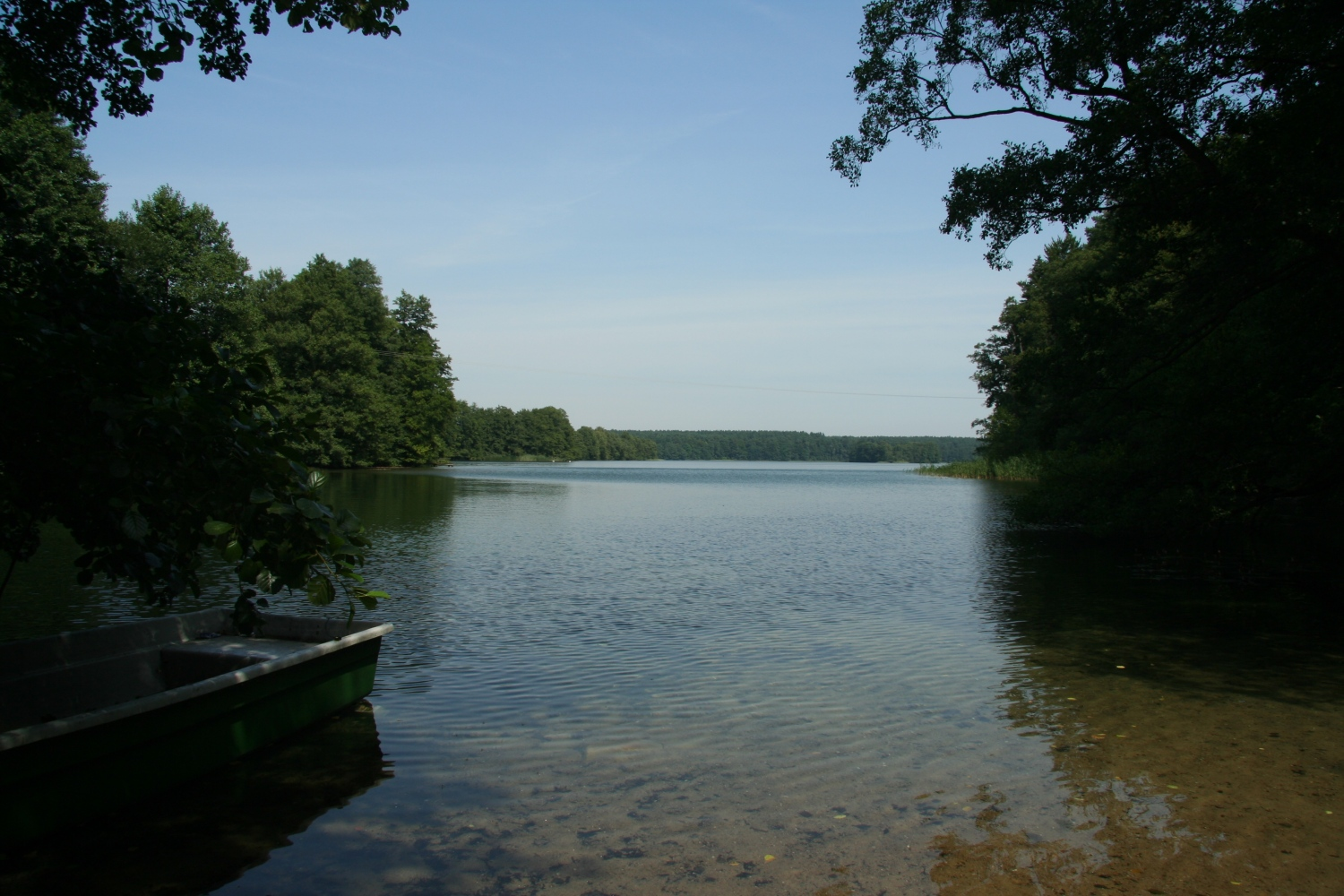

克呂瑟林湖（德語：Krüselinsee），是德國的湖泊，位於該國東北部，由梅克倫堡-前波美拉尼亞州負責管轄，處於梅克倫堡湖區縣，長1.7公里、寬0.7公里，面積0.63平方公里，海拔高度74米，平均水深9米，最大水深19米，水體容量542萬立方米。